# Janez Evangelist Krek
Janez Evangelist Krek (27. listopadu 1865 Sveti Gregor – 8. října 1917 Šentjanž) byl slovinský křesťansko-sociální politik, kněz, novinář a spisovatel. Za Rakouska-Uherska poslanec Říšské rady.

## Životopis
Narodil se v rolnické rodině ve vesnici Sveti Gregor (dnes součást občiny Ribnica). Po dokončení lublaňského státního gymnázia v roce 1884 nastoupil do kněžského semináře. Knězem byl vysvěcen v roce 1888. Poté nastoupil na teologickou fakultu Vídeňské univerzity. Zde se seznámil s rakouským křesťanskou-sociálním hnutím. Fakultu dokončil v roce 1892 a získal titul doktora teologie. Ve stejném roce byl jmenován vikářem v lublaňské katedrále. Od roku 1895 vyučoval v katolickém semináři tomistickou filosofii.
Podílel se na výchově katolického kléru a v duchu encyklik papeže Lva XIII. podporoval politickou angažovanost církve. již roku 1892 pořádal první slovinský katolický sjezd. Zakládal družstevní spolky a spořitelny.
Ve volbách roku 1897 byl zvolen poslancem Říšské rady (celostátní zákonodárný sbor) za všeobecnou kurii v Kraňsku, obvod Lublaň, Vrhnika, Ribnica atd. Setrval zde do konce funkčního období sněmovny, tedy do roku 1901. V roce 1900 se totiž rozhodl, že se o mandát nebude znovu ucházet. Po několikaleté přestávce sem byl opětovně zvolen ve volbách roku 1907 konaných již podle rovného volebního práva, po zrušení kurií, nyní za obvod Kraňsko 05. Ve vídeňském parlamentu usedl do frakce Slovinský klub. Mandát obhájil ve volbách roku 1907 za stejný obvod (nyní usedl do poslaneckého klubu Chorvatsko-slovinský klub). V parlamentu setrval do své smrti roku 1917. V roce 1901 byl zvolen i do Kraňského zemského sněmu.
Byl strůjcem přeměny Slovinské lidové strany z konzervativní klerikální strany v masové politické hnutí volající po sociální emancipaci na základě katolické politické ideologie. Tento posun byl ztělesněn drtivým vítězstvím lidovců ve volbách v roce 1907, kdy lidová strana získala 20 z 24 míst vyhrazených ve vídeňském parlamentu pro delegáty ze Slovinska. Jedním ze zvolených poslanců byl i Krek.
Již od konce devadesátých let devatenáctého století usiloval Krek o těsnou spolupráci s Chorvatskou stranou práva Ante Starčeviće. Krekovým cílem bylo vytvoření státu jižních Slovanů v rámci rakousko-uherské monarchie na základě chorvatského státního práva. Zároveň bojoval za práva Slovinců v Terstu.
V roce 1917 se Krek stal iniciátorem Májové deklarace, kterou se postavil na pozice radikální státoprávní rekonstrukce monarchie a sblížil se s postoji české opozice. Pro podporu své myšlenky odcestoval do Dalmácie a do Bosny. Po návratu z jedné ze svých cest zemřel na vyčerpání. Pohřben je v Lublani.
Významné jsou Krekovy kontakty s českým politickým katolicismem, zejména s představiteli křesťansko-sociálního směru v čele s Janem Šrámkem. Krek několikrát navštívil české země a zprostředkovával výměnu zkušeností z fungování politických stran a přidružených (satelitních) organizací – zejména odborů.